# 24. п. н. е.

## Догађаји
- Цар: Октавијан Август (патрициј); конзули: Октавијан Август (по 9. пут, патрициј) и Гај Норбан Флак (плебејац; претор: Луције Јуније Силан; едил: Марко Фрутиције.
- Август оснива град Августа Преторија на месту војног логора Варо Мурена.
- Август оснива град Никопољ у Епиру у знак сећања на своју победу над Марком Антонијем.
- Основана Сарагоса
- Одржана 189. Олимпијада, а за победника је проглашен Асклепијад Сидонски.
- Краљ Јевреја, Ирод Велики, жени се по трећи пут Маријамном.
- Кантабријски ратови између Рима и племена северне Иберије се настављају.
- Хан цар Ченг проглашава Јангшуо еру.

## Умрли
- Историчар и географ Страбон.
- Историчар и биограф Корнелије Непот